# Prince Henry Cliff Walk
Le Prince Henry Cliff Walk est un sentier de randonnée australien, en Nouvelle-Galles du Sud. Il relie, en suivant le bord d'un rempart montagneux, les villes voisines de Katoomba et Leura, dans les Montagnes Bleues.